# Kager
Kager (též Starý zámek nebo Kolová) je zaniklý hrad nejisté lokalizace v okrese Sokolov v Karlovarském kraji. Bývá umisťován na vrch Hradiště (510 m n. m.) nad soutokem Malé Libavy s Libavou jižně od Libavského Údolí. Lokalita je od roku 1988 chráněna jako kulturní památka ČR.

## Historie
Lokalita byla osídlena již v době bronzové chebskou skupinou kultur popelnicových polí. Existence středověkého hradu Kager je odvozována ze dvou zpráv z let 1352 a 1355, které připomínají rytíře Oldřicha a Jindřicha z Kageru, příbuzné Štampachů. Byli to manové příslušní k manskému systému nedalekého kynšperského hradu. Přídomek z Kageru používal také jistý Hanuš v letech 1427 a 1444.
Celková rozloha lokality činí 3,5 ha a byly na ní nalezeny pravěké nálezy. Ve 13. století zde velmi krátkou dobu stálo městečko, které bylo neúspěšným pokusem Václava I. o založení Kynšperka nad Ohří. Je možné, že lokalita souvisí se založením městečka a hrad Kager stál neznámo kde. Je však také možné, že hrad přežil zánik města nebo vznikl až po jeho zániku.
Roku 1827 zde došlo k nálezu 2 až 3 tisíc stříbrných mincí. Ty byly uloženy v nádobě, vše je avšak již ztraceno. Později byly nalezeny různé železné předměty, například ostruhy a třmeny. Předpokládá se, že souvisejí s třicetiletou válkou.

## Stavební podoba
Přístupová cesta vede od severu. Přední část je chráněna dvojicí příkopů a valů vzdálených od sebe asi 60 metrů. Valy jsou pravděpodobně pravěkého původu. Cestu lemují pozůstatky několika zemnic, které pocházejí z doby pokusu o založení města. Pokud zde stál hrad, nacházel se na nejzazší skalnaté části ostrožny, která však byla poškozena lomem.
V roce 1926 bylo provedeno prokopání vnitřního valu a vnějšího příkopu. Výzkum však neodhalil žádné vnitřní konstrukce. Těleso valu tvoří pouze zemina a kameny. Další archeologický průzkum provedlo v roce 1966 Chebské muzeum. Nové objevy přinesl archeologický průzkum provedený v roce 1986 Archeologickým ústavem ČSAV a Chebským muzeem. Výzkum prokázal, že hradiště bylo opětovně osídleno ještě ve druhé třetině 13. století. Při tomto osídlení bylo využito pravěké opevnění.

## Přístup
Lokalita je volně přístupná, ale nevede na ni žádná turisticky značená cesta. Ze západu ji však údolím Malé Libavy obchází cyklotrasa č. 2246. Hradištěm prochází neznačená naučná stezka s názvem „Anšlos“, kterou nechal vybudovat státní podnik Lesy České republiky. U rozcestí lesních cest, přibližně 400 m východně od vrchu Hradiště, je umístěno zastřešené odpočívadlo a informační panel s vyznačení trasy stezky a údaji o památce.